# Natsu Motoishi
Natsu Motoishi (japanisch 本石 捺 Motoishi Natsu; * 3. Februar 1999 in der Präfektur Osaka) ist ein japanischer Fußballspieler.

## Karriere
Natsu Motoishi erlernte das Fußballspielen in der Schulmannschaft der Sano Nihon University High School sowie in der Universitätsmannschaft der Hannan-Universität. Seinen ersten Profivertrag unterschrieb er am 1. Februar 2021 beim FC Gifu. Der Verein aus Gifu, einer Stadt in der Präfektur Gifu auf Honshū, spielte in der dritten japanischen Liga. Sein Drittligadebüt gab Natsu Motoishi am 12. März 2022 (1. Spieltag) im Auswärtsspiel gegen den Yokohama Sports & Culture Club. Hier wurde er in der 90.+1 Minute für Charles Nduka eingewechselt. Das Spiel endete 0:0.